# De Soto (autó)
A De Soto (vagy DeSoto) az amerikai Chrysler Motors Corp. autógyár önálló márkája volt 1928 és 1960 között.

## A név eredete
A név egy spanyol konkvisztádorra, De Sotora emlékeztet.

## Története
A detroiti (Michigan)  székhelyű Chrysler cég azért dobta piacra az önálló típusnéven jelentkező DeSotót, hogy versenyképes maradjon a General Motors-szal (Oldsmobile, Pontiac) szemben. Hathengeres, 3,2 l-es motorja volt az első DeSoto modellnek. 1930-ban jelent meg egy újabb modell hidraulikus négykerékfékekkel, soros, nyolchengeres, 3,5 l-es motorral. Az export során 1932 után a DeSoto helyett a Chrysler márkanevet használták. A Chrysler Airflow saját változata SE jelzéssel került forgalomba. Az 1930-as években a hathengeres modellek voltak jellemzőek. 1939-ben vezették be a független kerékfelfüggesztés és a kormányoszlopon elhelyezett sebességváltó-kart, míg 1941-től félautomatikus sebességváltóművet alkalmaztak. A Chrysler cég karosszériáit használták fel a második világháború utáni első modelleknél, az 1949. évi Carryall  station wagon kivételével. 1952-ben jött egy sikeres 4,5 l-es, V-8 hengeres motor (Firedome), majd 1955-ben a még nagyobb (147 kW = 200 DIN-LE) teljesítményű, 4769 cm³-es Fireflyte motor. Az 1956. évi exkluzív DeSoto Adventurer nevű  modell 5,6 l-es V-8 hengeres motort kapott. Olcsóbb volt ennél a  Firesweep nevű modell (5326 cm³ -es V-8 hengeres motorral). A márka az eladási csúcsot 1957-ben érte el. Később minőségi hiányosságok miatt a kereslet csökkent, ezért a Chrysler cég úgy döntött, hogy egyesíti a DeSoto márkát a Plymouth-szal.
Az önálló márka gyártása így 1960. december 18-án megszűnt.

## Képgaléria

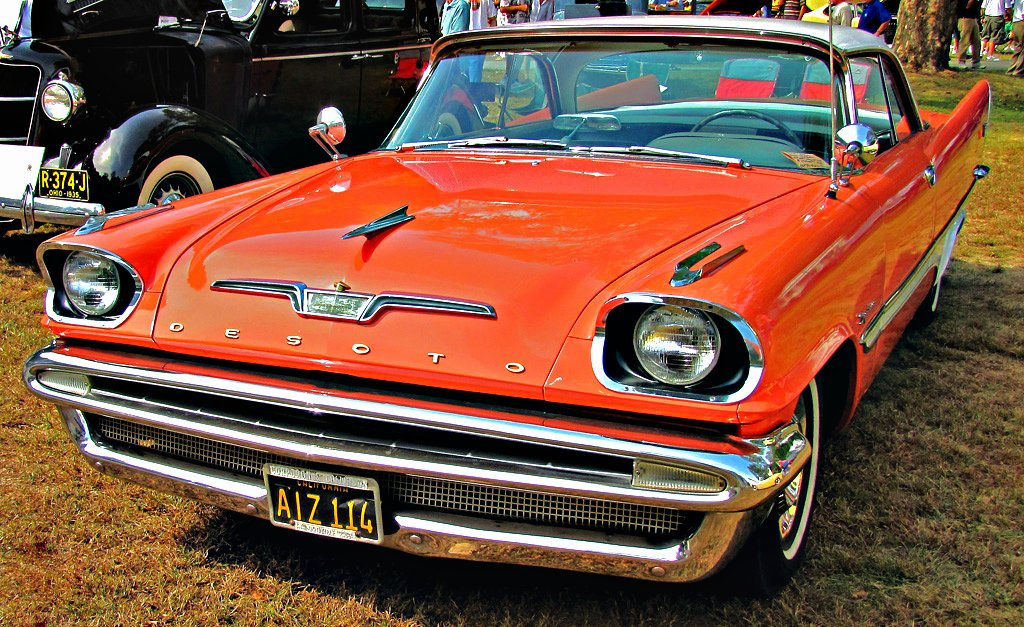
1957-ből
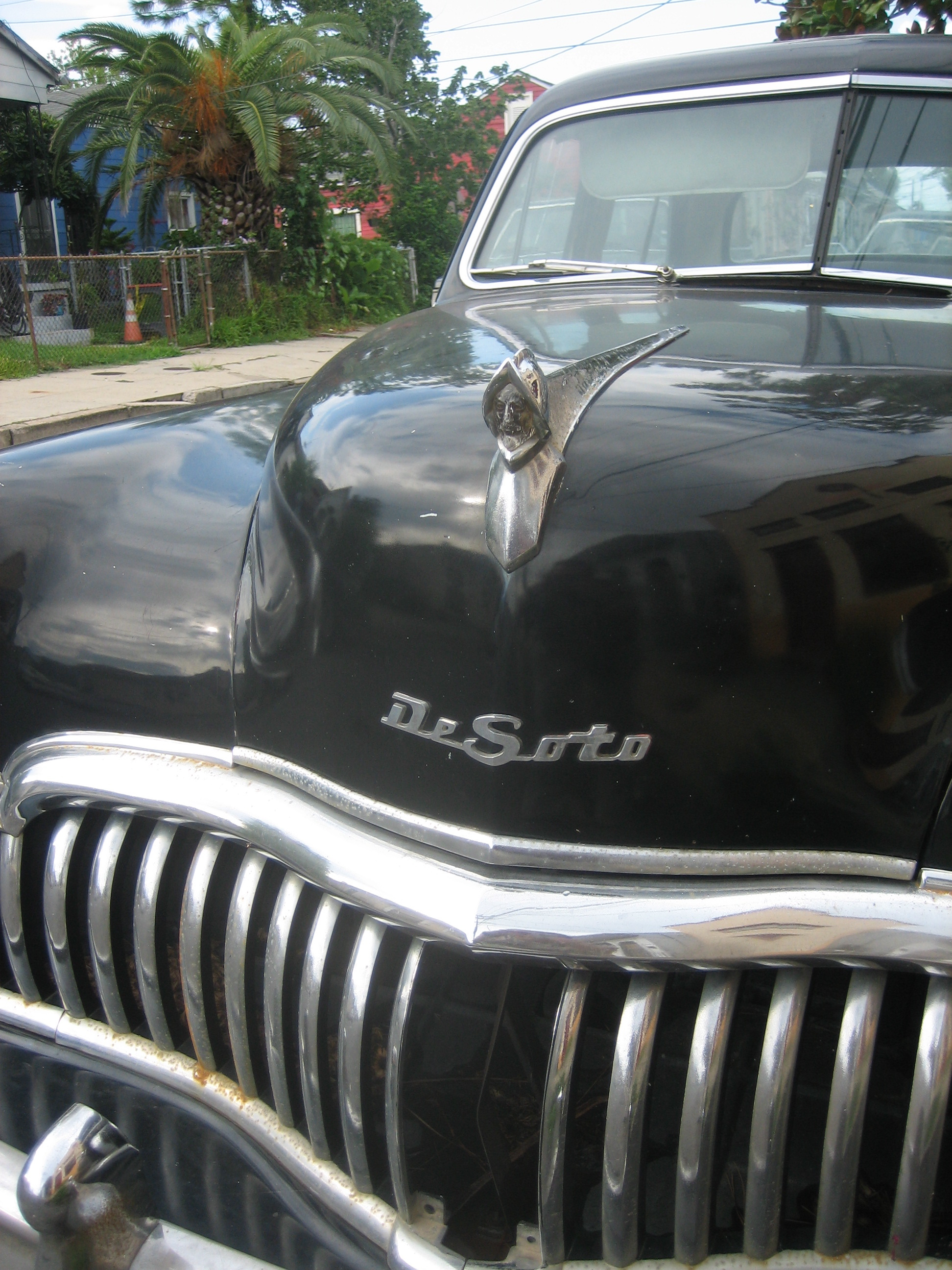
Az 1950-es évekből